# Galloitáliai nyelvek

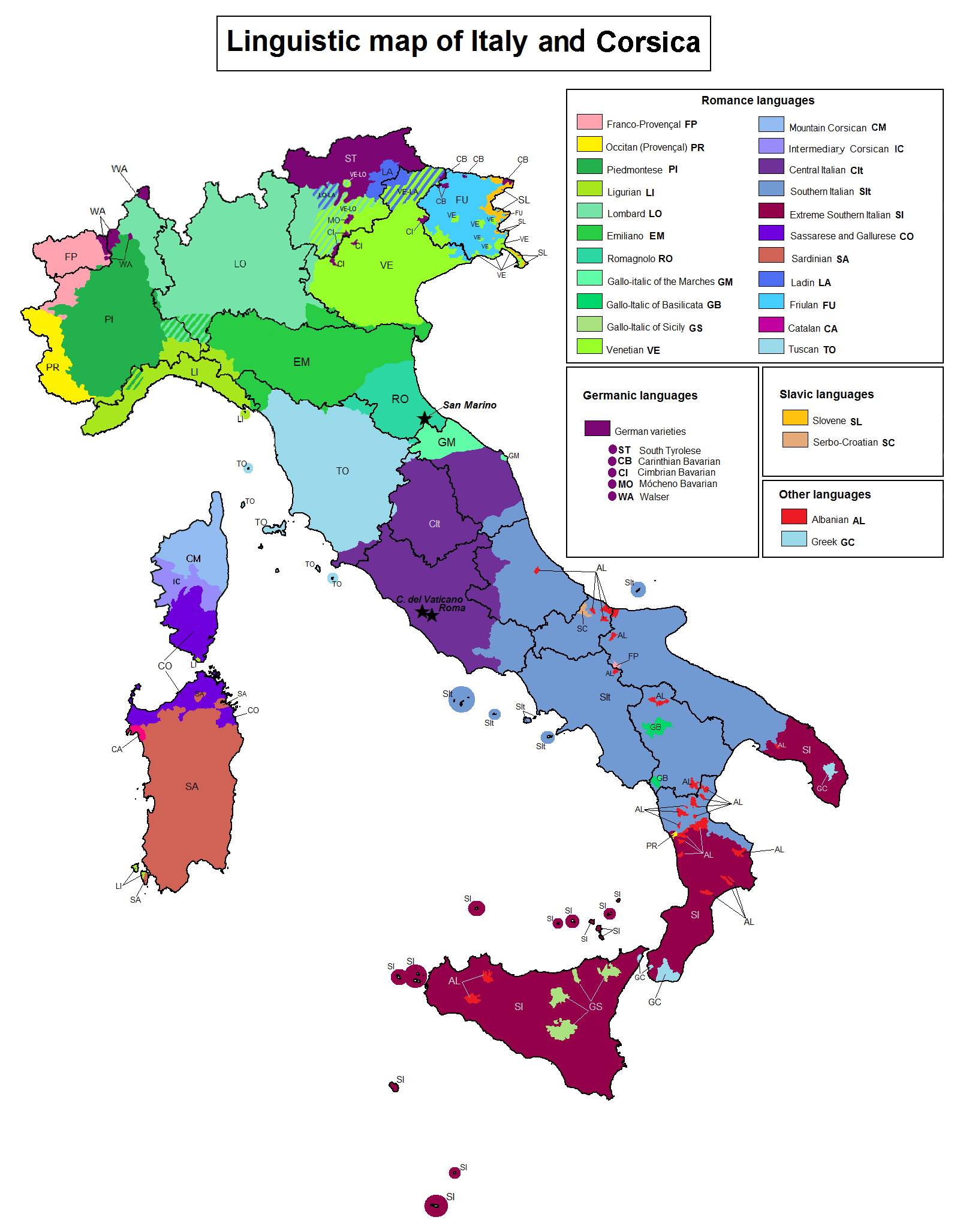
Nyelvek és dialektuscsoportok Olaszországban

A galloitáliai nyelvek – hagyományosan északolasz nyelv(járások) – a történelmi Gallia mai Olaszország északi részére eső területein (latinul Gallia Cisalpina) kialakult újlatin nyelvjáráscsoport, amelyek hangtani, nyelvtani tulajdonságaik alapján közelebbről a nyugati újlatin nyelvek galloromán csoportjába tartoznak. A szóban forgó területeket a római hódítás előtt kelták lakták, így ezeknél a nyelvváltozatoknál a kelta szubsztrátum hatásával is kell számolni. A galloitáliai dialektusok és az irodalmi olasz nyelv, illetve dél-itáliai dialektusok közötti választóvonalnak a La Spezia–Rimini városokat összekötő képzeletbeli egyenest lehet tekinteni: az ettől délre eső nyelvváltozatok (beleértve az irodalmi olaszt) összességében hagyományőrzőbbek, a tőle északra beszélt nyelvjárások viszont sokkal újítóbb jellegűek, amelyek jobban eltávolodtak a latintól.
E nyelveket vagy nyelvváltozatokat hagyományos értelemben – sokszor még maguk a beszélőik is – csak az olasz nyelv északi nyelvjárásainak tekintik; A világ nyelvei című szaklexikon is csupán mint olasz nyelvjárásokat tárgyalja az „olasz” címszó alatt. Nyelvészetileg ugyanakkor a galloitáliai nyelvek közelebbi rokonságban állnak a francia, okcitán, katalán nyelvekkel, illetve a rétoromán dialektusokkal, mint az olasszal.

## Főbb közös jellemzőik
- A latin cl-, gl-, pl-, bl-, fl- csoportok palatalizációja.
- A szóvégi magánhangzók – nyelvváltozattól függően, különösképpen az e, i, o – lekoptak.
- A szóközi latin [p, t, k] mássalhangzók a legtöbb nyelvváltozatban zöngésülnek.
- Számos dialektusban megtalálhatóak a franciára jellemző ö és ü hangok.
- A többes számot – olasz hatásra – magánhangzóval (-i, -e) vagy – a szóvégi mássalhangzó megváltoztatásával (palatalizálás, affrikativizálás) képzik. (A nyelvészek úgy tartják, hogy történetileg a nyugatabbra lévő újlatin nyelvekhez hasonlóan az -s volt a többes szám jele, azonban ez eltűnt az olasz nyelv befolyása miatt.)
- Nyelvtani jellemzőjük, hogy az alaktani redukció következtében – akárcsak a franciában – a kijelentő mondatokban kötelező a hangsúlytalan személyes névmás használata az igével (ún. klitikus névmás), kiterjedt továbbá a különböző körülírások, idiomatizmusok használata.

## Csoportosításuk
- Nyugati újlatin nyelvek
  - Galloromán nyelvek
    - galloitáliai nyelvek
      - piemonti
      - ligur
      - lombard
        - nyugati lombard
        - keleti lombard

      - emilián–romanyol
        - emilián
        - romanyol

      - velencei